# Leigh Hoffman
Leigh Hoffman (ur. 11 czerwca 2000 w Whyalla) – australijski kolarz torowy, złoty medalista mistrzostw świata.

## Kariera
Pierwszy medal w karierze zdobył w 2017 roku, kiedy zwyciężył w sprincie indywidualnym na kolarskich mistrzostwach Oceanii juniorów w Cambridge. Na rozgrywanych rok później mistrzostwach Oceanii juniorów w tej samej miejscowości zwyciężył w sprincie drużynowym. Na mistrzostwach Australii w Brisbane w 2021 roku zdobył srebro w sprincie drużynowym. W 2022 roku wystartował na mistrzostwach świata w Yvelines, gdzie razem z kolegami z reprezentacji wywalczył złoty medal w sprincie drużynowym. W tej samej konkurencji zdobył także złoty medal podczas igrzysk Wspólnoty Narodów w Birmingham.